# Willi Stöppler
Willi Erich Heinrich Stöppler (* 6. April 1906 in Bielefeld; † 6. April 1985 in Hamburg) war ein deutscher Verlagskaufmann, Journalist und Übersetzer lettischer Literatur ins Deutsche. Die lettische Transkription seines Namens lautet Vilis Šteplers (sprich Willis Schtepplers).
Willi Stöppler ist nicht zu verwechseln mit dem nationalsozialistischen Filmschaffenden und Liedtexter Wilhelm Stöppler.

## Leben
Willi Stöppler wurde in Bielefeld als Sohn von Wilhelm und Anna Stöppler geboren. Er studierte Philologie und Philosophie. Der Student traf 1926 die Familie des lettischen Dichters und Malers Jānis Jaunsudrabiņš bei ihrem Urlaub auf Capri. Das veränderte seinen Lebenslauf entscheidend: 1927 heiratete er Lilija (Lilli) Jaunsudrabiņa (1902–1969), Schauspielerin und Tochter von Jānis Jaunsudrabiņš. Er kam nach Riga zum Verlag Valters un Rapa, lernte Lettisch und wurde Leiter der Auslandsabteilung.
Nach der durch den Hitler-Stalin-Pakt erzwungenen Umsiedlung 1939 geriet er in den Warthegau nach Litzmannstadt (Łódź). Bald wurde er zum deutschen Militär eingezogen. Er geriet in Frankreich in Kriegsgefangenschaft und kehrte erst nach dem Krieg nach Deutschland zurück. Danach arbeitete er in Bielefeld im Verlagswesen. Später gründete er einen eigenen Verlag.
1946 wurde Stöppler verdächtigt, der Texter des Nazi-Liedes Bomben auf Engelland zu sein; dieses stammt jedoch von einem Filmproduzenten und Drehbuchautor mit ähnlichem Namen.
1948 war Willi Stöppler Delegierter des Landesausschusses Nordrhein-Westfalen im Zonenpresserat.
1956 firmierte er als „Willi Stöppler, Buch- und Kunsthandlung, Bielefeld, Renteistraße 28“.
1984 konnte er wegen Krankheit keine vollständige Übersetzung des Weißen Buches vorlegen.
In der Ansprache zu seinem 80. Geburtstag musste sich Jānis Jaunsudrabiņš 1957 rechtfertigen, dass er die Erlaubnis zum Druck seiner Werke Aija und Baltā grāmata in der Sowjetunion gegeben hatte. Einige Exil-Letten und auch der CIA argwöhnten, dass er und sein Schwiegersohn Willi Stöppler als Agenten der Sowjetunion aktiv seien. Die Tantiemen aus den für das sowjetisch besetzte Lettland recht hohen Auflagen waren auf sowjetischen Konten gesperrt. Jaunsudrabiņš und Stöppler mussten nach Ostberlin zu Verhandlungen reisen.

## Übersetzungen aus dem Lettischen
- Edvarts Virza: Straumehni (Straumēni). Verlag  Semneeka Domas/Zemnieka Domas, Riga 1934; online und Digitalisat (PDF, 37,8 MB) in der LNB
  - Neuausgabe unter dem Titel Die Himmelsleiter im Verlag Paul List, Leipzig 1935

- Aleksandrs Grīns: Tobago, erschienen 1935 in Fortsetzungen in der „Rigaschen Rundschau“[14]

- Jānis Ezeriņš: Leierkasten (Lejerkaste)

- Ādolfs Erss: Lettgallische Erzählungen (Latgales stāsti)

- Jānis Jaunsudrabiņš: Das Geld (Nauda)[15]

- Jānis Jaunsudrabiņš: Rasma und Spodris nach Vēja ziedi (Windblüten) in der DP-Wochenzeitschrift „Im Ausland“ vom 6. Sept. 1947

- Jānis Jaunsudrabiņš: Der Jungwirt und der Teufel (Jaunsaimnieks un velns). Verlag Valters un Rapa, Riga 1939

- Jānis Jaunsudrabiņš: Neuwirt und Teufel (Auszug aus Jaunsaimnieks un velns) in Rigasche Post vom 18. Januar 1937[16]

- Jānis Jaunsudrabiņš: Der Schafhändler (Aus Baltā grāmata) in Rigasche Post vom 18. November 1937[17]

- Jānis Jaunsudrabiņš: Kienspäne (Aus Baltā grāmata) in Rigasche Post vom 18. November 1937

- Jānis Jaunsudrabiņš: Abend der Woche[18]

- Weitere Erzählungen von Jaunsudrabiņš, die jedoch nicht gedruckt, sondern nur im Rundfunk gesendet wurden[19]

- Mārtiņš Zīverts: Schwan von Avon. Szenen aus Shakespeares Leben. Uraufführung am lettischen Unabhängigkeitstag, dem 18. November 1937, im Deutschen Schauspiel in Riga[20]

- Zweihundert lettische Volkslieder[21]